# Heinrich Schiller
 Heinrich Schiller (* 17. Oktober 1924 in Stralsund; † 10. November 2016 in Nürnberg) war ein deutscher Sozialarbeiter und Hochschulpräsident. Er gehörte neben Dora von Caemmerer, Magda Kelber, Hertha Kraus, Marie Kamphuis und Herbert Lattke zu den Pionieren der sozialen Gruppenarbeit, der Sozialwissenschaften allgemein.

## Leben und Wirken
Heinrich Schillers Eltern waren Opernsänger, die Mutter zusätzlich ausgebildete Konzertpianistin. Noch kein Jahr alt, kam er in Berlin in ein Säuglingsheim, dann nach ca. sechs Monaten in ein Kleinkinderheim in der Nähe von Königsberg, das von Diakonissen geleitet wurde. Glücklicherweise hat sich das Sprichwort nomen est omen nicht bewahrheitet, erinnerte sich Heinrich Schiller im Rückblick, denn ich habe dort bis zu meinem fünften Lebensjahr eine relativ glückliche Kindheit verlebt unter der ganz persönlichen und liebevollen Betreuung von Schwester Martha. Eine wesentlich weniger schöne Zeit erlebte Heinrich Schiller in seinem letzten Kinderheim in Berlin-Zehlendorf, wo er u. a. zur Strafe zum schwarzen Mann in den dunklen Keller gesperrt wurde. Nachdem die Eltern eine feste Wohnung in Berlin-Steglitz bezogen hatten, lebte Heinrich fortan bei ihnen. 1931 wurde er eingeschult und wechselte vier Jahre später auf die Oberrealschule mit Reform-Realgymnasium in Berlin-Steglitz, dem heutigen Hermann-Ehlers-Gymnasium. Nach Tätigkeit in der Kinderlandverschickung und Notabitur bekam er den Einberufungsbefehl. In Wirklichkeit hatte ihn, den „Halbjuden“, die Gestapo in der Hand. Zusammen mit seinem Vater, der sich nicht von seiner jüdischen Frau trennen wollte, kam er in ein Arbeitslager in Bug bei Magdeburg. Nach dem Zusammenbruch der Nazidiktatur engagierte sich Heinrich Schiller in der Jugendpflege und studierte zuerst an der Friedrich-Wilhelms-Universität, dann an der Freien Universität Berlin. Folgend studierte er in Minneapolis an der University of Minnesota bei Gisela Konopka und legte dort das volle graduate Studium an der School of Social Work... mit dem degree 'Master of Social Work' (MSW) mit der Spezialisierung in Social Group Work ab.
Im Jahre 1951 kehrte Heinrich Schiller nach Berlin zurück und unterstützte Gisela Konopka, die für zwei Lehrgänge bei Kassel für Dozentinnen der Sozial Group Work verantwortlich zeichnete. Zusammen mit Dora von Caemmerer leitete er zwischen November 1951 bis März 1953 in Berlin zwei längerfristige Kurse für Berliner Sozialarbeiter, die in die Methode des Social Case Work wie auch in die Methode des Sozial Group Work eingeführt wurden. Im Jahr 1961 übernahm Heinrich Schiller nach dem Weggang von Dora von Caemmerer, mit der er zeitlebens eng zusammenarbeitete, die Leitung der Sozialen Schule der Stadt Nürnberg. Zudem promovierte er zwei Jahre später an der Universität Erlangen über Gruppenpädagogik (Social Group Work) als Methode der Sozialarbeit. Seit 1952 verheiratet und Vater von drei Söhnen, übernahm er 1965 für ein Jahr eine Professur als Technical Expert an der Thammasat-Universität in Bangkok. Nach Deutschland zurückgekehrt erhielt er das Angebot, die Leitung des „Evangelischen Sozialinstituts“ in Nürnberg zu übernehmen. Dieses setzte sich aus der zweijährigen Heimerzieherschule, die 1968 zur „Evangelischen Fachschule für Sozialpädagogik“ umgewandelt wurde, der „Höheren Fachschule für Sozialarbeit“ sowie der „Höheren Fachschule für Sozialpädagogik“ zusammen. 1971 wurden die beiden Höheren Fachschulen zur Fachhochschule erhoben, Heinrich Schiller zum Gründungspräsidenten ernannt und im Anschluss daran für vier Amtsperioden jeweils wiedergewählt.
Heinrich Schiller war maßgebend an der Reformierung und Akademisierung der Sozialarbeiterausbildung beteiligt. Er hielt ungezählte Vorträge im In- und Ausland und engagierte sich im Deutschen Berufsverband der Sozialarbeiterinnen und Sozialarbeiter e. V. sowie in der International Federation of Social Workers, zu dessen Vorstand er 1972 gewählt wurde. 1980 wurde er in Hongkong zum Präsidenten der International Association of Schools of Social Work gewählt.

## Werke
- Aufbaulehrgänge für Berliner Sozialarbeiter, in: Soziale Arbeit 1953/H. 6, S. 252 ff.
- Gruppenpädagogik (Sozial Group Work) als eine Methode der Sozialarbeit, Wiesbaden-Biebrich 1963.
- Dr. Dora von Caemmerer und ihr Beitrag zur Geschichte der deutschen Sozialausbildung und zur Einführung der Supervision, in: Supervision 1988, S. 65 ff.
- KlassikerInnen der Sozialen Arbeit: Gisela Konopka, in: rundbrief gilde soziale Arbeit 1998/H. 2, S. 75 ff.
- Selbstbiografie, in: Hermann Heitkamp/Alfred Plewa (Hrsg.): Soziale Arbeit in Selbstzeugnissen, Freiburg 1999, S. 281 ff.